# Карл IV (император Священной Римской империи)
Карл IV Люксембургский (нем. Karl IV, чеш. Karel IV; 14 мая 1316, Прага — 29 ноября 1378, Прага) — король Германии с 11 июля 1346 года, король Чехии с 26 августа 1346 года (под именем Карел I, коронован 2 сентября 1347 года), император Священной Римской империи с 5 апреля 1355 года.

## Биография
Сын короля Чехии Иоанна Слепого из Люксембургской династии и чешской принцессы Элишки Пржемысловны, родился в 1316 году в Праге, при рождении получил имя Вацлав, или Венцель (чеш. Václav, нем. Wenzel), но воспитывался в Париже и во время конфирмации взял имя своего дяди и покровителя короля Карла.
В 1331 году 15-летний Карл был назначен наместником отца в Северной Италии, но вскоре был вынужден оставить свои новые владения, так как не имел сил удержать их даже с помощью отца.
Иоанн Люксембургский почти не интересовался делами Чехии, рассматривая её лишь как источник денег, в результате чего само королевство пришло в упадок. В 1333 году он поручил управление Чехией и Моравией Карлу, несмотря на возраст уже обладавшему достаточным умом и знаниями для занятия государственными делами. Кроме того, в отличие от отца, он знал язык и обычаи своей родины. Приятная внешность и благородное обхождение, вероятно, привлекли на его сторону народ. Будучи ограничен в средствах (часть доходов Карл был вынужден отсылать отцу), Карл стал выкупать из залога коронные имения и, умело экономя, за два года выкупил их 16. Регулярно объезжая страну, Карл замечал недостатки в управлении и искал средства их устранения. Он отремонтировал королевский дворец в Праге, где поселился с молодой женой. Уделяя внимание развитию сельского хозяйства, Карл развивал в Чехии виноделие (виноградная лоза была завезена из Бургундии) и рыбное хозяйство (при нём появилось множество прудов, в которых разводили знаменитого чешского карпа).
Однако вельможи, обогащавшиеся в период безвластия, невзлюбили Карла. Они стали клеветать королю, что наследник якобы замышляет лишить его трона. В 1335 году Иоанн Слепой удалил сына из Чехии, оставив ему лишь титул маркграфа Моравии и Кривоклатское имение для кормления. Карл отправился в Тироль, чтобы помочь младшему брату Иоганну Генриху отстоять полученное женой обширное наследство, но король Иоанн внезапно заключил мир с противниками, уступив им Каринтию и Штирию. Попав в опалу, Карл остался жить у брата в Тироле, лишённый всех доходов от Чехии, а жену его сослали в Брно.
Иоанн Люксембургский вернул в Чехии прежнюю систему управления, когда земельный гетман выплачивал королю оговорённую сумму, а затем собирал доходы с королевских имений. На этот раз гетманом был назначен Бертольд, сын печально известного Индржиха из Липы. Однако народ, успевший почувствовать твёрдую руку Карла, начал роптать, и в 1338 году Иоанн вернул сына в Чехию. Он всё так же отсылал отцу оговорённую сумму денег, а остатки тратил на благоустройство государства. Сейм 1341 года утвердил Карла наследником чешского престола.
В том же 1341 году началась распря между Иоанном Люксембургским и императором Людвигом IV Баварским из-за наследства Генриха Хорутанского. Карл участвовал в переговорах с немецкими князьями — противниками императора и ездил в Авиньон на встречу с папой римским, где было заключено соглашение с Людвигом. В 1345 году Людвиг Баварский нарушил Авиньонские договорённости. Возвращаясь через Польшу после крестового похода на Литву, возле города Калиша Карл был захвачен в плен Казимиром III и лишь с помощью хитрости сумел спастись. Его отец Иоанн Люксембургский тут же осадил Краков и принудил поляков заключить мир. Борьба с императором разгорелась с новой силой.
В 1346 году Карл вместе с отцом отправился во Францию на помощь к Филиппу VI, который вёл войну с королём Англии Эдуардом III. 26 августа в битве при Креси, французы вместе с союзниками потерпели полное поражение. В сражении погиб Иоанн Люксембургский и почти все богемские и люксембургские рыцари. Сам Карл был ранен, но сумел спастись.
Именно с именем Карла Люксембурга связан «золотой век» Чехии. Он хорошо знал чешский язык, заботился о развитии городов. Сам Карл остался в истории как автор первой в средневековой Европе светской автобиографии и инициатор составления новой исторической хроники.

### Избрание королём
Ещё при жизни императора Людвига Баварского Карл, с помощью папы Климента VI, добился избрания пятью курфюрстами германским королём. При этом он пошёл на подписание ограничительных условий, в исполнении которых принуждён был принести клятву папе в Авиньоне. Тем не менее после смерти императора в 1347 году Карлу не удалось сразу взойти на имперский трон. По почину Виттельсбахов королём был избран Эдуард III английский, когда же тот отказался — маркграф мейсенский Фридрих II Суровый, затем граф Гюнтер фон Шварцбург, вскоре тяжело заболевший и согласившийся отречься за деньги и умерший после этого.
25 июля 1349 года Карл IV повторно короновался в Ахене. С Виттельсбахами Карл IV примирился женитьбой на Анне, дочери курфюрста пфальцского, и обещанием водворения их в Бранденбурге, где он сам тем временем покровительствовал Лжевальдемару.
Карл IV пошёл на большие уступки князьям. В Золотой булле 1356 года курфюрсты получили почти суверенные права в своих княжествах. Упорядочение избрания на престол устранило вмешательство папы при выборах, что вызвало разлад с авиньонским двором. Конфликт с папой был улажен дарованием десятины и изданием так называемой каролинской буллы для защиты льгот духовенства.
Значительной заслугой Карла IV стало учреждение союзов земского мира.

### Походы в Италию
Два раза Карл IV совершал походы в Италию: в 1354 году, чтобы короноваться в Милане королём и в Риме императором (1355), во второй раз — в интересах папы, для войны с миланскими Висконти. Но о развитии своего наследственного владения, Чехии, Карл заботился более, чем об империи.

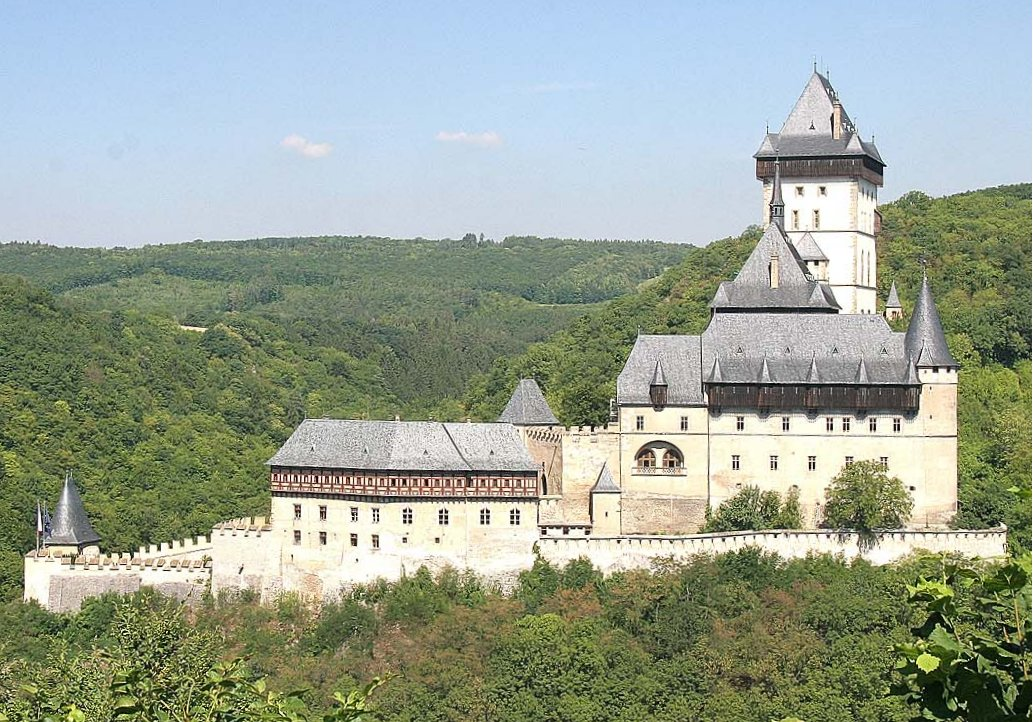
Построенный Карлом замок Карлштейн.

Посланный Карлом в качестве пленника в Авиньон Кола ди Риенцо примирился с Иннокентием VI и вернулся в Италию осенью 1353 года как представитель понтифика, чтобы сотрудничать с испанским кардиналом, но смог лишь обрести позорную смерть на ступенях Капитолия. Гиббон писал об этом: 

«Капитолий стоял теперь на крови Риенци, когда Карл IV спустился с Альп, чтобы короноваться короной Италии и Империи»

Франческо Петрарка верил в Карла IV, но затем глубоко в нём разочаровался. Карл был коронован в Риме кардиналом Остии в пасхальный день 1355 года, а затем вернулся в Прагу, как писал поэт, «с короной, которую он получил без единого удара меча, с кошелём, полным монет, который он привёз пустым, но с малой славой за добрые дела и с великим позором за унижение императорского величия. О! Если б твой прадед и дед встретили тебя на альпийском перевале, чтоб они сказали, ты подумал? Император римлян по имени, по правде ты всего лишь король богемский».

### Правление в Германии

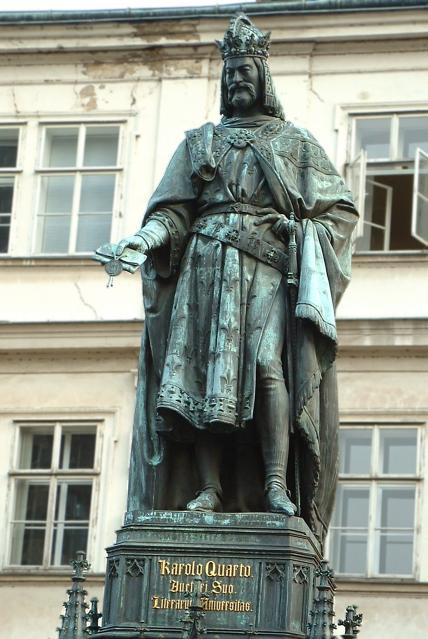
Памятник Карлу IV у Карлова Моста в Праге.

Дворянству в городах он дал много льгот; в 1350 году издал новое уложение, которое, однако, позже принуждён был отменить. Поощрял горнозаводство и земледелие, сделал Влтаву до Эльбы судоходной, построил в Праге «новый город» (Нове-Место), Градчаны и знаменитый пражский Карлов мост, основал там архиепископию и в 1348 году первый в империи университет (по образцу парижского), привлёк в Прагу большое количество художников и ремесленников.
Через вторую свою жену, с согласия Виттельсбахов, обеспечил себе большую часть Верхнего Пфальца; через третью жену, Анну Яворскую, приобрёл княжества Явор и Свидница (1368 год); годом раньше он купил Лужицкую землю. Искусно воспользовавшись раздорами в доме Виттельсбахов, Карл сумел добиться завещания себе бранденбургской марки маркграфами Людовиком и Оттоном (1368 год), а вскоре после этого, в 1373 году, по Фюрстенвальдскому миру единственный оставшийся в живых Оттон за 500 тыс. гульденов и ряд владений в Верхнем Пфальце отказался от марки.
За большие суммы денег и после долгих усилий Карл IV добился избрания своего сына Венцеля своим преемником (1376 год). Большие расходы Карла IV заставляли его облагать тяжёлыми налогами и закладывать имперские города, что повело к основанию швабского городского союза (1376 год).
Умирая в Праге, Карл оставил Чехию, Силезию и римскую корону Венцелю, Бранденбург — Сигизмунду, Лужицкие земли — Иоганну, третьему из своих сыновей.
После смерти Карла IV его тело было выставлено для прощания в Храме Девы Марии под цепью на Малой Стране в Праге, после чего он был погребён в крипте Собора Святого Вита.

## Браки и дети
- 1-я жена: (с 8 января 1323, Прага) Бланка Валуа (1316 — 1 августа 1348), дочь Карла I, графа Валуа. Дети[5]:
  - Сын (ок. 1334 — в младенчестве)
  - Маргарита (25 мая 1335 — 7 сентября 1349); муж: (с 3 августа 1342 года) Лайош I Великий (5 марта 1326 — 10 сентября 1382), король Венгрии с 1342 года, король Польши с 1370 года
  - Екатерина (август 1342 — 26 апреля 1395); 1-й муж: (с 3 июля 1357 года) Рудольф IV Великодушный (1 ноября 1339 — 27 июля 1365), герцог Австрии, Штирии и Каринтии с 1358 года, граф Тироля c 1363 года; 2-й муж: с 19 марта 1366 Оттон V фон Виттельсбах (1346 — 15 ноября 1379), курфюрст Бранденбурга (1365—1373), герцог Баварии с 1347 года
- 2-я жена: (с 4 марта 1349, Бахарах) Анна Пфальцская (26 сентября 1329 — 2 февраля 1353), дочь Рудольфа II Слепого (8 августа 1306 — 4 октября 1353), пфальцграфа Рейнского
  - Венцель (17 января 1350 — 28 декабря 1351)
- 3-я жена: (с 27 мая 1353, Буда) Анна Свидницкая (1339 — 11 июля 1362), дочь Генриха II, князя Свидницкого
  - Елизавета (19 марта 1358 — 4 сентября 1373); муж: с 19 марта 1366 Альбрехт III (9 сентября 1349 — 29 августа 1395), герцог Австрии с 1365 года
  - Вацлав (Венцель) (26 февраля 1361 — 16 августа 1419), герцог Люксембурга (Венцель II, 1383—1388), король Чехии (Вацлав IV, 1378—1419), курфюрст Бранденбурга (1373—1378), король Германии (10 июня 1376 — 20 августа 1400)
  - Сын (11 июля 1362)
- 4-я жена: (с 21 мая 1363, Краков) Елизавета Померанская (1347 — 14 февраля 1393), дочь Богислава V Великого (1326 — 23 апреля 1374), герцога Померанско-Старгардского
  - Анна (11 мая 1366 — 3 июня 1394); муж: с 1382 года Ричард II Плантагенет (6 января 1367 — 14 февраля 1400), король Англии (1377—1399)
  - Сигизмунд (15 февраля 1368 — 9 декабря 1437), король Чехии (Зигмунд, 1419—1421, 1436—1437), король Венгрии (Жигмонд, 1387—1437), курфюрст Бранденбурга (1373—1387), король Германии (20 сентября 1410 — 9 декабря 1437), император Священной Римской империи (31 мая 1433 — 9 декабря 1437)
  - Иоганн (22 июня 1370 — 1 марта 1396), герцог Гёрлица
  - Карл (13 марта 1372 — 24 июля 1373)
  - Маргарита (29 сентября 1373 — 4 июня 1410); муж: с 1387 года Иоанн III фон Гогенцоллерн (1369 — 11 июня 1420), бургграф Нюрнберга с 1397 года
  - Генрих (1377—1378)

## Память

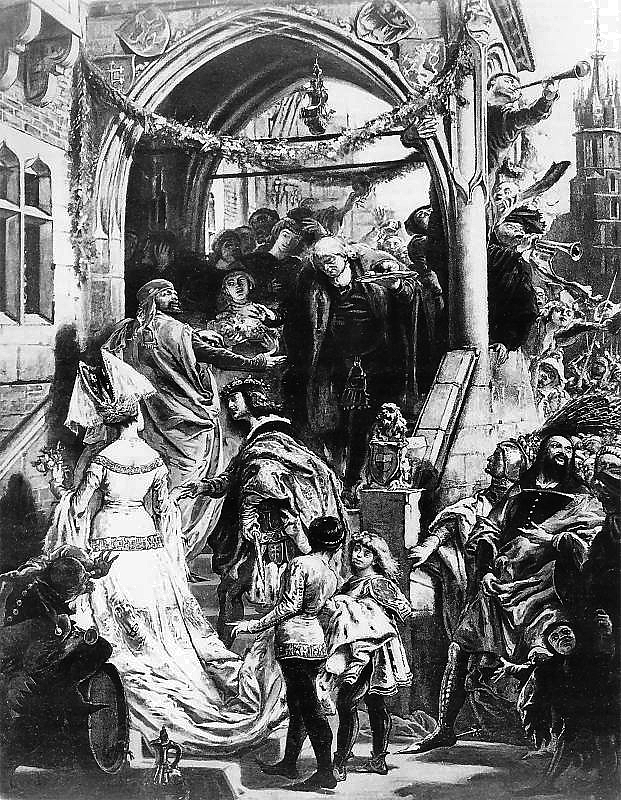
Праздник у Вержинека. Картина Яна Матейко

Именем Карла IV назван целый ряд объектов в Чехии. Наиболее известные из них, к основанию и/или строительству которых Карл имел прямое отношение:
- Карлов мост в Праге
- Карлова площадь в Праге
- Карлов университет в Праге
- город Карловы Вары
- Замок Карлштейн

В 2005 телешоу «Величайший чех» по итогам голосования признало Карла IV самым выдающимся деятелем Чехии.